# Морель, Глория
Глория Морель (исп. Gloria Morell; 16 сентября 1918, Мехико, Мексика — 15 апреля 2005 там же) — мексиканская актриса эпохи Золотого века мексиканского кинематографа.

## Биография
Родилась 16 сентября 1918 года в Мехико. В юности она мечтала стать актрисой и даже показывала своей родне мини-спектакли и родители одобрили выбор дочери. Впервые юная актриса снялась в кино в 1934 году в 14-летнем возрасте, где сыграла яркий эпизод после которого на неё посыпаются одни предложения за другими. Всего за свою долгую и плодотворную жизнь она успела сняться в 29 кинокартинах, среди которых присутствуют мексиканские телесериалы. В 1940-х годах XX века она выходит замуж и берёт фамилию мужа — Морель. Имя её супруга неизвестны. Брак просуществует очень долго и супруги искренне любили друг друга фактически до конца жизни супруга (актриса пережила своего супруга на десять с лишним лет). В браке родились трое детей — два мальчика и девочка. Актриса во время рождения детей брала декретный отпуск и на несколько лет пропадала с киноэкрана. Она известна также как актриса телесериалов — сыграла ряд ярких ролей в кино и телесериалах. В России она почитаема и любима благодаря ролям Эдувихес (Дикая Роза), эпизодической роли директора школы (Просто Мария, Эстер (Дедушка и я) и Доньи Сенаиды (Узурпаторша)

### Последние годы жизни
В последние годы актриса тяжело заболела и не могла часто сниматься в кино, тем не менее у неё хватило сил сняться в мини-сериале Красивая женщина и после этого слегла с болезнью окончательно.
Скончалась 15 апреля 2005 года в Мехико в возрасте 86 лет.

## Фильмография

### Мексиканские фильмы

#### Фильмы эпохи Золотого века мексиканского кинематографа
- 1934 — Гримасы жизни
- 1935 — Росарио
- 1936 — Что я делаю с существом — Виолета
- 1936 — Розовый куст благословен — Ева
- 1937 — Порядочность мешать — Елена
- 1937 — Дон Хуан Тенорио — Донья Инес
- 1938 — Хуапанго — Аврора
- 1939 — Индеец — Кристина
- 1943 — Отец Морелос
- 1950 — Джемма
- 1951 — Женская тюрьма — Глория
- 1952 — Мне нужны деньги — Рика (в титрах — Глория Морель)
- 1953 — Амбициозная — Кристина (в титрах — Глория Морель)

#### Фильмы последующих лет
- 1969 — Когда обращаются к Богу — Мари
- 1972 — Trianqulo
- 1972 — Вальс до конца
- 1978 — Кананеа
- 1979 — Трудно женщинам жить легко
- 1992 — Сколько лет Грете — Лусилья
- 1992 — Руководитель мониторинга

### СериалыТелевисы
- 1987-88 — Дикая Роза — Эдувихес (дубляж — Ирина Губанова)
- 1989-90 — Просто Мария — Директор школы (дубляж -)
- 1990 — Ничья любовь — Хульета
- 1992 — Дедушка и я — Эстер
- 1997 — Мария Исабель[исп.] — Бенигна
- 1998 — Узурпаторша — Донья Сенаида
- 2001 — Красивая женщина — Хосефита

### Сериалы свыше 2-х сезонов
- 1985—2007 — Женщина, случаи из реальной жизни (всего 22 сезона; 3 сезона 1991-97 гг.)